# 송부동
송부동(松富洞)은 대한민국 경기도 군포시의 행정동이다. 명칭은 부곡동의 부곡과 도마교동의 지명인 송정에서 따왔다.

## 역사
2021년 7월에 대야동 중 도마교동 등 군포로의 동남쪽 지역(군포송정지구)과 군포2동에 속한 부곡동 중 남부 지역(부곡지구)을 관할로 송부동이 신설되었다.

## 법정동
- 부곡동
- 대야미동
- 도마교동

## 교통
- 평택파주고속도로 남군포 나들목
- 영동고속도로 군포 나들목, 동군포 나들목

관내 여객 철도역은 없으나, 부곡지구에서 도보로 경부선 의왕역으로 접근이 가능하며, 또 노선버스를 이용해 안산선 대야미역으로 이동할 수 있다. 이외에 당동, 산본신도시 등지로 향하는 노선버스가 존재한다.

## 교육
- 부곡중앙초등학교
- 부곡중앙중학교
- 군포중앙고등학교
- 송안초등학교

## 주요 기관
- 한국도로공사 군포지사
- 송부동행정복지센터
- 송부동마을종합지원회